# 梅森环形山 (月球)
]

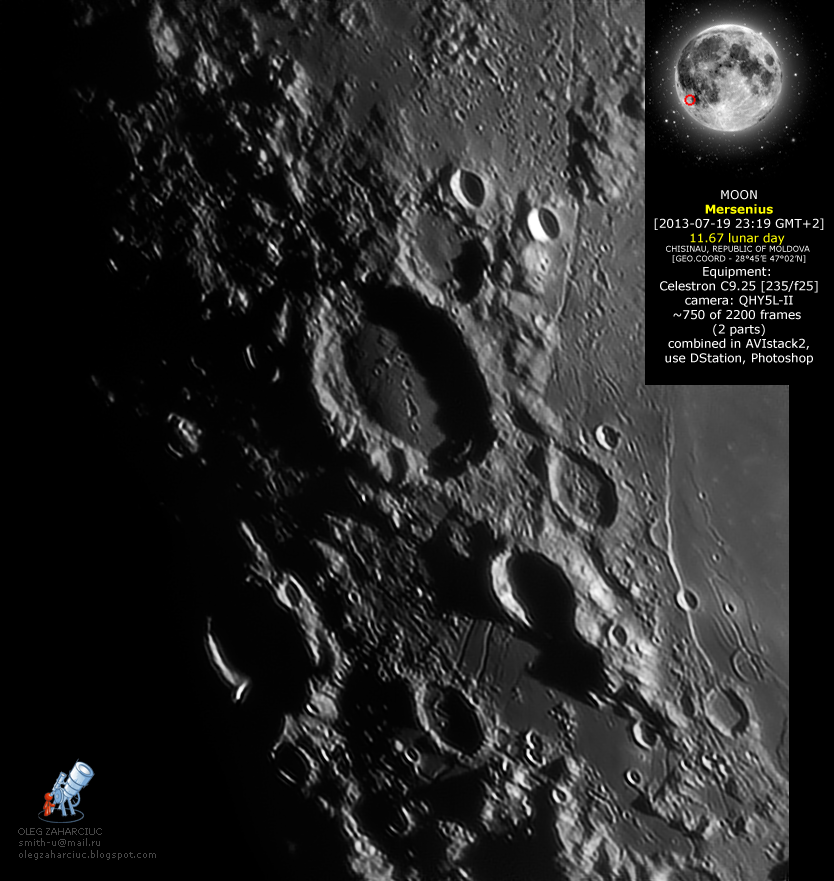
从地球上看到的梅森环形山[2013-07-19 23:19

梅森环形山（Mersenius）是月球正面湿海西部一座古老的大撞击坑，约形成于39.2-38.5亿年前的酒海纪，其名称取自十七世纪法国数学家、物理学家暨哲学家、神学家和音乐理论家马兰·梅森(1588年-1648年)，1935年被国际天文学联合会批准接受。

## 描述
该陨坑西北靠近祖皮陨石坑、东北毗邻伽桑狄环形山、李比希陨石坑位于它的东南偏南、它的西南及西南偏南分别坐落了卡文迪什环形山和德·加斯帕里斯陨石坑。梅森环形山的东北偏东延伸着狭长的梅森月溪，东南矗立着李比希峭壁，而德·加斯帕里斯月溪则蜿蜒在它的南面。该陨坑中心月面坐标为21°29′S 49°20′W / 21.49°S 49.34°W，直径84.5公里，深度2.86公里。
梅森环形山外观呈多边形状，坑壁已严重磨损，尤其是它低矮的北侧部分。陨坑西南侧覆盖了卫星坑"梅森 H"，西侧壁则分布了三道平行的狭谷，而东侧壁高出坑底2100米。内侧坡壁上仍保存有阶地状结构残迹，坑内容积约6600公里3。坑底表面已被玄武岩熔岩淹没、抹平，并向上拱起形成一块高出坑底边缘450米的丘状地表，这最可能是从地表下涌出的熔岩所导致。整个坑底交错分布有至少二条纤细的沟槽，从西南偏南至东北偏北纵贯了一串小坑链。该陨坑中在施特罗亮度表中的亮度值为 9°。
在环形山的东侧和湿海边缘有一组被称作"梅森月溪"的沟系，这些沟槽大体呈平行分布，并向东北偏北方延伸约230公里
。

## 陨坑截面图
该图显示了陨石坑不同方向上的截面，纵向坐标轴(Y轴)单位为英尺，右上方图显示的比例尺为米。

## 月球瞬变现象
在梅森环形山中曾观察到过不透明"浮云"的月球瞬变现象。

## 卫星陨石坑
按惯例，最靠近梅森环形山的卫星坑将在月图上以字母标注在该坑的中心点旁。
| 梅森 | 纬度    | 经度    | 直径    |
| ---- | ------- | ------- | ------- |
| B    | 21.0° S | 51.6° W | 15 公里 |
| C    | 19.8° S | 45.9° W | 14 公里 |
| D    | 23.1° S | 46.8° W | 34 公里 |
| E    | 22.5° S | 46.0° W | 10 公里 |
| H    | 22.5° S | 49.9° W | 15 公里 |
| J    | 21.0° S | 52.8° W | 5 公里  |
| K    | 21.2° S | 50.7° W | 5 公里  |
| L    | 19.9° S | 48.4° W | 3 公里  |
| M    | 21.2° S | 48.3° W | 5 公里  |
| N    | 22.1° S | 49.2° W | 3 公里  |
| P    | 19.9° S | 47.8° W | 42 公里 |
| R    | 19.3° S | 47.6° W | 4 公里  |
| S    | 19.2° S | 46.9° W | 16 公里 |
| U    | 23.0° S | 50.0° W | 4 公里  |
| V    | 22.9° S | 50.5° W | 5 公里  |
| W    | 23.0° S | 50.8° W | 5 公里  |
| X    | 22.4° S | 47.9° W | 4 公里  |
| Y    | 22.7° S | 48.2° W | 4 公里  |
| Z    | 21.0° S | 50.6° W | 3 公里  |

- 卫星坑"梅森 M" 是一座同心环坑；

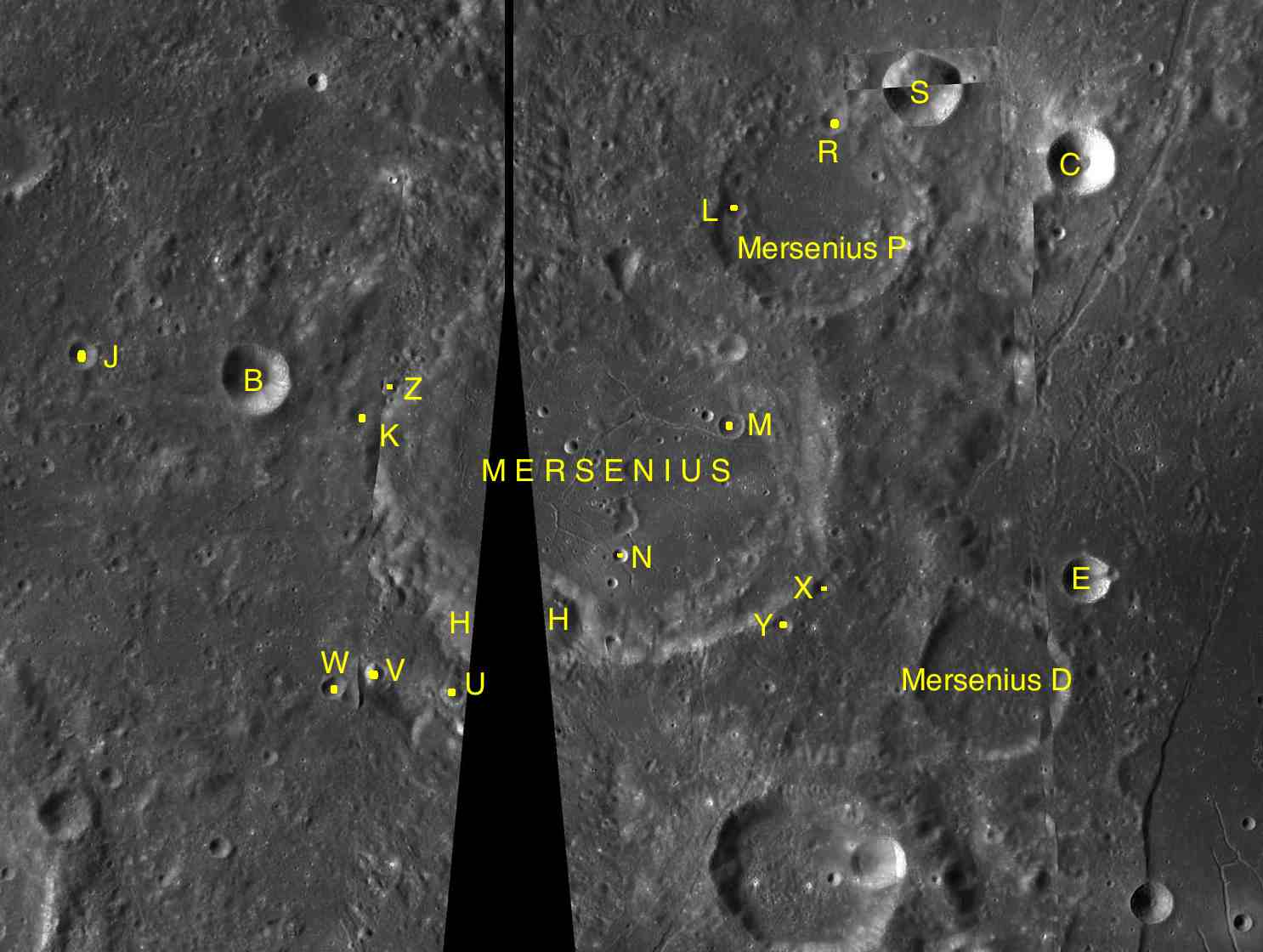
LAC-92与LAC-93拼接图.

- 卫星坑"梅森 C"和"梅森 S"已被月球和行星观测协会(ALPO)列入《带有明亮射纹系统的撞击坑列表》[11]；
- 卫星坑"梅森 S"被月球和行星观测协会(ALPO)列入《内侧壁坡带有暗纹的撞击坑列表》[12]；
- 卫星坑"梅森 C"和"梅森 S"约形成于酒海纪[1]。

## 另请参阅
- Wood, Chuck. . Lunar Photo of the Day. October 13, 2006  [2006-10-13]. （原始内容存档于2007年9月27日）.